# Wairau River
Der Wairau River ist ein Fluss in der Region Marlborough auf der Südinsel von Neuseeland.

## Namensherkunft
Wörtlich genommen bedeutet „wairau“ so viel wie „viel Wasser“. Die wirkliche Bedeutung des Namens ist aber nicht geklärt.

## Geografie
Der Fluss entspringt an den Berghängen des 2167 m hohen Mt Dora, östlich der Spenser Mountains und entwässert ein Gebiet von über 2650 km². Der Oberlauf des Flusses, auch Upper Wairau River genannt, zwängt sich durch ein nach Norden verlaufendes Tal, das im Westen von den St Arnaud Range und im Osten von den Raglan Range begrenzt wird. Die Schlucht Wairau Gorge ist landschaftlich besonders interessant. Von 1881 bis 1884 baute Jonathan Brough (1839–1927) im Auftrag der Regierung eine Straße durch das nördlich verlaufende Tal und verband das Tal des Waiau Toa / Clarence River mit dem des Wairau River.
Nach einem Drittel seines Flussverlaufes und Zufluss von Gletscherwasser macht der Wairau River an der Gebirgskette der Richmond Range einen Knick und verläuft als Lower Wairau River in einem breiter werdenden Tal nach Osten dem Pazifischen Ozean entgegen. Dort mündet der Fluss zweigeteilt in die Cloudy Bay. Insgesamt verfügt der Fluss über eine Länge von 257 km Länge.
Die größte Stadt in der Weirau-Ebene ist Blenheim an der Ostküste, das Zentrum des Weinanbaus in der Region Marlborough.
Linksseitig tragen die Flüsse Rainbow River, Hamilton River, Goulter River, Ohinemahuta River, Kaituna River und Waikakaho River ihre Wässer zu und rechtsseitig tun dies dir Flüsse Branch River, Wye River, Marchburn River, Waihōpai River, Ōpaoa River.

## Nutzung
Zu Zeiten der europäischen Besiedelung Neuseelands war die Flusslandschaft des Wairau River bewaldet und sumpfig. Die ersten europäischen Siedler kamen 1842 nach Nelson und wollten in Ermangelung guten Farmlandes in der Wairau-Ebene siedeln. Die als Wairau-Tumult bekannte erste größere Auseinandersetzung zwischen europäischen Siedlern und Māori verzögerte die Besiedelung der Landschaft um Jahre.
Das Tal ist neben der Landwirtschaft auch für seinen Weinanbau, der qualitativ hochwertige Weine erzeugt, bekannt.
Der Lower Wairau River ist mit seinen Sandbänken und Verzweigungen ein bekanntes Angelrevier. Der Oberlauf wird für den Kajaksport genutzt.

## Umweltproblem
Ab 2004 plante der neuseeländische Stromerzeuger Trustpower entlang des Lower Wairau River einen künstlichen Kanal zu schaffen, in dem das abgezweigte Flusswasser in fünf über die Länge des Flusses verteilte Wasserkraftwerke zur Stromgewinnung verwendet werden sollte. Das NZ$ 275-Millionen-Projekt sollte planmäßig 2010 abgeschlossen werden. Dagegen gab es 2006 Proteste, weil durch niedrigere Wasserstände im ursprünglichen Flussbett irreparable Umweltschäden befürchtet wurden. Eine Entscheidung über die Baugenehmigung wurde 2010 erteilt, doch das Bauvorhaben wurde Stand 2014 nicht realisiert.